# Dobrovolný svazek obcí Lesy Policka
Dobrovolný svazek obcí Lesy Policka je svazek obcí (dle § 49 zákona č.128/2000 Sb. o obcích) v okresu Náchod, jeho sídlem jsou Bukovice a jeho cílem je péče o obecní lesy, spolupráce při činnostech souvisejících s hospodařením a správou lesních majetků ve vlastnictví obcí. Sdružuje celkem 8 obcí a byl založen v roce 2007.

## Obce sdružené v mikroregionu
- Bezděkov nad Metují
- Bukovice
- Česká Metuje
- Machov
- Police nad Metují
- Suchý Důl
- Velké Petrovice
- Žďár nad Metují